# Kaliumdithionat
Kaliumdithionat ist eine anorganische Verbindung aus der Gruppe der Dithionate.

## Herstellung
Kaliumdithionat kann mittels Ionentauscher-Säule aus Bariumdithionat hergestellt werden.

## Eigenschaften
Kaliumdithionat  kristallisiert im trigonalen Kristallsystem in der Raumgruppe P321 (Raumgruppen-Nr. 150) mit den Gitterparametern a = 9,782 Å und c = 6,298 Å sowie 3 Formeleinheiten pro Elementarzelle.
Kaliumdithionat zerfällt bei etwa 258 °C. Dabei bildet sich Sulfat, indem das Dithionat-Ion Schwefeldioxid abgibt. Kaliumdithionat ist ein vielversprechendes Material für die EPR-Dosimetrie.